# Bulbophyllum turkii
Bulbophyllum turkii là một loài phong lan thuộc chi Bulbophyllum.